# Condición precancerosa
Una condición precancerosa es una condición o lesión que involucra células anormales que se asocian con un mayor riesgo de desarrollar cáncer. Clínicamente, las condiciones precancerosas abarcan una variedad de afecciones o lesiones con un mayor riesgo de desarrollar cáncer. Algunas de las afecciones precancerosas más comunes incluyen ciertos pólipos de colon, que pueden progresar a cáncer de colon, gammapatía monoclonal de importancia indeterminada, que puede progresar a mieloma múltiple o síndrome mielodisplásico, displasia cervical, que puede progresar a cáncer cervical, y el "carcinoma in situ de pulmón (CIS)" precursor preinvasivo del carcinoma epidermoide pulmonar de células escamosas.

Patológicamente, las lesiones precancerosas pueden variar desde neoplasias benignas, que son tumores que no invaden los tejidos normales adyacentes y no se diseminan a órganos distantes, hasta la displasia, que involucra un agrupamiento de células anormales, que en algunos casos tienen un mayor riesgo de progresar a anaplasia y cáncer invasivo. A veces se usa el término "precáncer" para el carcinoma in situ, que es un cáncer no invasivo que no ha progresado a una etapa agresiva e invasiva. Al igual que con otras afecciones precancerosas, no todos los carcinomas in situ progresarán a una enfermedad invasiva.

## Clasificación
El término condición precancerosa o premaligna puede referirse a ciertas afecciones, como la gammapatía monoclonal de importancia indeterminada, o a ciertas lesiones, como el adenoma colorrectal (pólipos de colon), que tienen el potencial de progresar hacia el cáncer. 
Las lesiones premalignas son tejidos morfológicamente atípicos que parecen anormales cuando se observan al microscopio y que tienen más probabilidades de progresar a cáncer que el tejido normal.

Lesión in situ de epitelio escamoso de bronquio. Endoscopía. Luz blanca (derecha), fluorescencia (centro), histología (derecha).

Las condiciones y lesiones precancerosas afectan a una variedad de sistemas de órganos, como la piel, cavidad oral, estómago, colon, pulmón y sistema hematológico. 
Algunas "autoridades" también se refieren a las condiciones genéticas hereditarias que predisponen a desarrollar cáncer, como el cáncer colorrectal hereditario sin poliposis, como una condición precancerosa, ya que las personas con estas condiciones tienen un riesgo mucho mayor de desarrollar cáncer en ciertos órganos.

## Signos y síntomas
Los signos y síntomas de las condiciones precancerosas difieren según el órgano afectado. En muchos casos, los individuos con condiciones precancerosas no experimentan ningún síntoma. Las condiciones precancerosas de la piel o la cavidad oral a menudo aparecen como lesiones visibles sin dolor o molestias asociadas, mientras que las condiciones precancerosas del sistema hematológico suelen ser asintomáticas, o en el caso de una "gammapatía monoclonal de importancia desconocida", rara vez puede causar entumecimiento y hormigueo en las manos y los pies o dificultad para el equilibrio (neuropatía periférica).

## Causas
En muchos casos, los factores de riesgo para afecciones precancerosas y lesiones son los mismos factores de riesgo que predisponen a los individuos a un cáncer específico. Por ejemplo, las personas con infección cervical o anal con cepas oncogénicas o causantes de cáncer del virus del papiloma humano (VPH) tienen un riesgo elevado de cáncer cervical y anal, respectivamente, así como de displasia cervical y anal. De manera similar, la exposición a la radiación ultravioleta tanto natural como artificial (luz solar, cabinas de bronceado, etc) es un factor de riesgo importante tanto para la queratosis actínica como para el cáncer de piel. Sin embargo, en muchos casos, las condiciones o lesiones precancerosas pueden ser de naturaleza esporádica e idiopática, lo que significa que no están asociadas con una predisposición genética hereditaria al cáncer en particular, ni con un agente causante directo u otra causa identificable.

## Fisiopatología

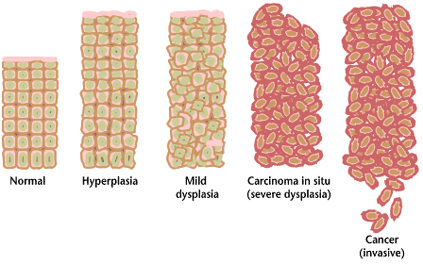
Progresión escalonada desde tejido normal a lesión precancerosa y cáncer invasivo

Se cree que la fisiopatología de las lesiones precancerosas es similar a la del cáncer y varía según el sitio de la enfermedad y el tipo de lesión.
 
Se cree que el cáncer está precedido por una fase premaligna clínicamente silenciosa durante la cual se acumulan alteraciones genéticas y epigenéticas oncogénicas.

La duración de esta fase premaligna puede variar de cáncer a cáncer y de persona a persona.